# Религиозный гуманизм
Религио́зный гумани́зм (англ. Religious humanism, также либерально-религиозный гуманизм) — интеграция гуманистической этической философии с религиозными, но не теистическими ритуалами и общественной деятельностью, которые основаны на человеческих потребностях, интересах и способностях. Те, кто называют себя религиозными гуманистами, отличаются от светских гуманистов в основном тем, что они рассматривают гуманистическую жизненную позицию как свою религию и организуют с использованием конгрегационной модели. Религиозный гуманизм — классический пример нетеистической религии.
Религиозные гуманисты в XXI веке обычно организуются под эгидой этической культуры или этического гуманизма. В конце XIX-начале XX веков британское движение этической культуры на короткое время стало очень активным, но к 1960-м годам в значительной степени отказалось от своих «религиозных» атрибутов, утвердив гуманизм не столько как религиозную идентичность, сколько как полезный ярлык для описания рационального и нерелигиозного отношения к морали и этике. Группы по этической культуре и религиозному гуманизму, впервые сформированные в Соединённых Штатах из бывших служителей-унитарианцев, которые, не веря в Бога, стремились создать светскую религию, вдохновляясь идеями французского философа Огюста Конта.

## История
Сторонники либерально-религиозного гуманизма отрицают существование сверхъестественного и загробной жизни, рассматривая свои воззрения как выражение «искренней устремлённости и духовного опыта», вдохновляющего на следование «высшим нравственным идеалам». По сути дела, ими предлагается заменить религию общечеловеческой этикой, свободной от каких бы то ни было теологических, политических и идеологических санкций..
У истоков современного религиозного гуманизма (с середины 1910-х гг.) стоял ряд священников американской унитарианской церкви.
Ключевыми фигурами здесь стали преподобные Мэри Сэффорд (Mary Safford) и Кёртис В. Риз (Curtis W. Reese) из унитарианской церкви в г. Де-Мойн (штат Айова), а также преподобный Джон Х. Дитрих (John H. Dietrich) из унитарианской церкви в Миннеаполисе (штат Миннесота), которые сочли возможным начать кампанию по демократизации религиозных институтов под знаменем религиозного гуманизма.
В одной из своих проповедей Кёртис В. Риз заявил: «Теократический взгляд на мир автократичен. Гуманистический взгляд — демократичен… Гуманистический, или демократический взгляд на миропорядок состоит в том, что этот мир — мир человека, и именно от человека во многом зависит, на что он будет похож… Революция в области религии, состоящая в переходе от теократии к гуманизму, от автократии к демократии, вызревала в течение долгого времени… Демократическая религия принимает форму „посюсторонности“… Согласно демократической религии, главная цель человека состоит в том, чтобы содействовать человеческому благополучию здесь и теперь».
Впоследствии Риз стал известным представителем религиозного гуманизма в США, а в 1949-50 гг. возглавлял Американскую гуманистическую ассоциацию.

## Программные документы
Первым программным документом религиозного гуманизма считается Первый гуманистический манифест (англ. A Humanist Manifesto (Humanist Manifesto I)) (1933), главная идея которого состояла в необходимости создания новой нетрадиционной гуманистической религии, ориентирующейся исключительно на мирские ценности.
Основными авторами Манифеста были философ Рой Вуд Селларс, член Первого гуманистического общества Нью-Йорка, и унитарианский священник Рэймонд Б. Брэгг (Raymond B. Bragg).
Манифест был опубликован в одном из номеров журнала «Новый гуманист» за 34 подписями, среди которых были многие лидеры унитарианских и универсалистских обществ, как, например, Эдвин Г. Уилсон.
В Манифесте подчёркивалось, что развитие человеческого общества, новые научные концепции и достижения требуют пересмотра отношения к религии: «Нынешняя эпоха породила огромные сомнения в традиционных религиях, и не менее очевиден тот факт, что любая религия, претендующая на то, чтобы стать объединяющей и движущей силой современности, должна отвечать именно теперешним нуждам. Создание такой религии — главнейшая необходимость современности».
Гуманизм таким образом определялся как некое религиозное движение, призванное превзойти и заменить прежние религии, базирующиеся на «сверхъестественных откровениях». В Манифесте предлагалась новая система веры, основанная на 15 тезисах. В частности:
- утверждалась идея несотворённости Вселенной,
- признавалась эволюция природного и социального миров без сверхъестественного вмешательства извне,
- признавалась версия о социальных корнях религии и культуры,
- отвергался традиционный дуализм души и тела, взамен которого предлагалась органическая точка зрения на жизнь;
- утверждалось, что новая религия должна формулировать свои надежды и цели в свете научного духа и научной методологии;
- отвергалось традиционное различие между священным и мирским, ибо ничто человеческое религии не чуждо[1].

В 1973 г. философом Полом Куртцем и унитарианским священником Эдвином Г. Уилсоном был опубликован Второй гуманистический манифест (англ. Humanist Manifesto II). Здесь авторы признали возможность сосуществования различных гуманистических подходов — как атеистического (связанного с научным материализмом), так и либерально-религиозного (отрицающего традиционные религии).
Согласно периодизации развития современного гуманистического движения, предложенной Юрием Чёрным в его работе «Современный гуманизм», выделение светского (секулярного) гуманизма в качестве самостоятельного идейного движения, его окончательное размежевание с религиозным гуманизмом началось с 1980-х гг. и продолжается по настоящее время.